# Hoya imperialis
Hoya imperialis là một loài thực vật có hoa trong họ La bố ma. Loài này được Lindl. mô tả khoa học đầu tiên năm 1846.